# イニシャルB.B.
『イニシャルB.B.』（原題：Initials B.B.）は、セルジュ・ゲンスブールが1968年に発表したアルバム。

## 解説
1965年から1967年にかけて、ゲンスブールは他アーティストへの楽曲提供やサウンドトラックの作曲を中心に活動しており、本作はゲンスブール個人名義のスタジオ・アルバムとしては4年ぶりとなる。アルバム・タイトルは、1967年末にゲンスブールと交際していたブリジット・バルドーの愛称にちなんでいるが、本作を発表した頃には、既にバルドーとの関係は破局を迎えていた。
収録曲のうち7曲は、1966年から1967年にかけて発表されたEPに収録されていたもので、バルドーとのデュエット曲「ボニーとクライド」は、1968年1月にバルドーとの連名で発表されたアルバム『ボニーとクライド』にも収録されていた。1968年録音の新曲「イニシャルB.B.」「ブラッディ・ジャック」「フォード・ムスタング」「ブラック・アンド・ホワイト」は、1968年5月にEP「Initials B.B.」として先行発表された。「イニシャルB.B.」では、アントニン・ドヴォルザーク「新世界より」第1楽章の旋律の一部が流用されている。
1960年代後半のゲンスブールは英米のロックに傾倒しており、ダニエル・ブラウンはallmusic.comでのレビューにおいて、「ブラッディ・ジャック」に関してはザ・フーを、「マリルー」に関してはザ・ビーチ・ボーイズを引き合いに出している。

## 収録曲
全曲セルジュ・ゲンスブール作詞・作曲。
1. イニシャルB.B. - "Initials B.B. " - 3:36
  - 編曲：アーサー・グリーンスレイド
2. コミック・ストリップ - "Comic Strip" - 2:13
  - 編曲：デヴィッド・ウィテカー
3. ブラッディ・ジャック - "Bloody Jack" - 2:07
  - 編曲：アーサー・グリーンスレイド
4. ジキルとハイド - "Docteur Jekyll et Monsieur Hyde" - 1:59
  - 編曲：アーサー・グリーンスレイド
5. トレイ・キャニオン - "Torrey Canyon" - 2:45
  - 編曲：デヴィッド・ウィテカー
6. シュバデュバルバ - "Shu Ba Du Ba Loo Ba" - 2:08
  - 編曲：アーサー・グリーンスレイド
7. フォード・ムスタング - "Ford Mustang" - 2:43
  - 編曲：アーサー・グリーンスレイド
8. ボニーとクライド - "Bonnie and Clyde" - 4:17
  - 編曲：ミシェル・コロンビエ
  - ブリジット・バルドーとのデュエット
9. ブラック・アンド・ホワイト - "Black and White - 2:11
  - 編曲：アーサー・グリーンスレイド
10. 誰がインで誰がアウト - "Qui est "in" qui est "out" " - 2:16
  - 編曲：アーサー・グリーンスレイド
11. ホールド・アップ - "Hold Up" - 2:39
  - 編曲：デヴィッド・ウィテカー
12. マリルー - "Marilu" - 2:32
  - 編曲：アーサー・グリーンスレイド